# 1870er
Portal Geschichte | Portal Biografien | Aktuelle Ereignisse | Jahreskalender | Tagesartikel

◄ |
18. Jh. |
19. Jahrhundert
| 20. Jh. | ►

◄ |
1840er |
1850er |
1860er |
1870er
| 1880er | 1890er | 1900er | ►

1870 |
1871 |
1872 |
1873 |
1874 |
1875 |
1876 |
1877 |
1878 |
1879

## Ereignisse
- 1870 bis 1871: Deutsch-Französischer Krieg.
- 18. Januar 1871: Gründung des Deutschen Reiches.
- 1871: Erste sozialistische Revolution in Frankreich (siehe Pariser Kommune).
- 1873: Das Dreikaiserabkommen (Deutsches Reich, Österreich-Ungarn, Russisches Kaiserreich) wird in Berlin geschlossen.
- 1875: Im Deutschen Reich schließen sich in Gotha der von Ferdinand Lassalle 1863 gegründete Allgemeine Deutsche Arbeiterverein (ADAV) und die von Wilhelm Liebknecht und August Bebel 1869 gegründete Sozialdemokratische Arbeiterpartei (SDAP) zur Sozialistischen Arbeiterpartei Deutschlands (SAP) zusammen, die 1890 in Sozialdemokratische Partei Deutschlands (SPD) umbenannt wurde.
- 1876: Schlacht am Little Bighorn: Das siebte US-amerikanische Kavallerieregiment unter George A. Custer wird von Indianern der Sioux und Cheyenne unter ihren Führern Sitting Bull und Crazy Horse geschlagen.
- 1878: Sozialistengesetz Bismarcks gegen die Sozialdemokratie.
- 1878: Österreich besetzt Bosnien und Herzegowina.
- 3. März 1878: Unabhängigkeit Bulgariens vom Osmanischen Reich.

Erfindungen
- Werner Siemens: Elektrolokomotive
- Joseph Swan: Brauchbare elektrische Glühlampe

## Kulturgeschichte

## Persönlichkeiten
- Franz Joseph I., Kaiser in Österreich-Ungarn
- Wilhelm I., deutscher Kaiser
- Otto von Bismarck, deutscher Reichskanzler
- Viktor Emanuel II., König in Italien
- Umberto, König in Italien
- Pius IX., Papst
- Leo XIII., Papst
- Alexander II., Zar in Russland
- Victoria, Königin des Vereinigten Königreiches von Großbritannien und Irland
- Benjamin Disraeli, Premierminister des Vereinigten Königreiches von Großbritannien und Irland
- William Ewart Gladstone, Premierminister des Vereinigten Königreiches von Großbritannien und Irland
- Patrice de Mac-Mahon, Präsident Frankreichs
- Rutherford B. Hayes, Präsident der Vereinigten Staaten
- Ulysses S. Grant, Präsident der Vereinigten Staaten
- Meiji, Kaiser in Japan
- Cixi, Kaiserinwitwe von China
- Naser ad-Din Schah, Schah in Persien